# Antai-ji
Antai-ji (jap. 安泰寺; Świątynia Spokoju) – jedna z dwóch głównych świątyń buddyzmu sōtō zen. Położona w Shin’onsen w Japonii.

## Historia
Antaiji należy do szkoły Zen Sōtō. Zostało założone w 1921 roku przez Oka Sotan, jako świątynia poświęcona studiowaniu Shōbōgenzō. W tym czasie było położone w północnej części Kyoto. Studiowało tam wielu czołowych buddyjskich uczonych tamtych czasów. W trakcie II Wojny Światowej i po jej zakończeniu, Antaiji było opuszczone. W 1949 roku Roshi Sawaki Kodo i Uchiyama Kosho, nauczyciel i uczeń na Drodze Buddy, wprowadzili się do Antaiji i uczynili ją miejscem czystej oraz prostej praktyki medytacji Zazen. W późnych latach sześćdziesiątych, nazwa tej małej świątyni stała się znana, nie tylko w Japonii, ale także poza jej granicami, z powodu praktyki, na którą składało się głównie zazen oraz takuhatsu (rytualne żebranie). W tym czasie odwiedzało Antaiji bardzo wielu gości. Jednak zwiększająca się liczba gości oraz duża liczba nowych domów budowanych wokół świątyni stworzyło tyle zamieszania, że praktykowanie tam stało się utrudnione. Dlatego ówczesny opat, Watanabe Koho, zdecydował się przenieść Antaiji w jej obecne miejsce – do północnej części prefektury Hyogo. Poza spokojem gór, poszukiwał on nowego stylu życia, który przywróciłby praktykę Zen do jej chińskich korzeni samowystarczalności. Obecnie Antaiji położone jest niedaleko parku narodowego, blisko wybrzeża Morza Japońskiego i posiada około 50 hektarów ziemi w górach. Poprzedni opat Miyaura Shinyu chronił to ciche i samowystarczalne życie zazen, wprowadzając w życie ideał samowystarczalności, aż do chwili swojej nagłej śmierci w śniegu w lutym 2002 roku.　Jego uczeń, niemiecki mnich Muho Noelke, jest obecnym opatem.